# Lijst van plaatsen in Québec

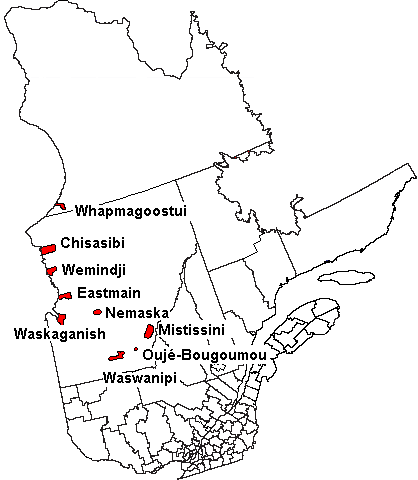
Locatie van de grootste plaatsen van de Cree-indianen in Québec

Deze pagina bevat een overzicht van plaatsen in de provincie Québec in Canada.

## A
- Alma

## B
- Baie-Comeau
- Baie-Saint-Paul
- Bedford
- Blainville
- Blanc-Sablon
- Brador
- Bromont
- Bécancour

## C
- Candiac
- Contrecoeur
- Cowansville

## D
- Dollard-des-Ormeaux
- Drummondville

## F
- Farnham

## G
- Gaspé
- Gatineau
- Granby

## J
- Joliette

## L
- Lac-Mégantic
- La Plaine
- Le Massif
- Lourdes-de-Blanc-Sablon

## M
- Magog
- Matane
- Middle Bay
- Mont-Sainte-Anne
- Mount Royal

## P
- Percé
- Pincourt

## Q
- Québec

## R
- Rivière-du-Loup
- Rivière-Saint-Paul
- Rimouski

## S
- Saguenay
- Saint-Charles-Borromée
- Saint-Georges
- Saint-Hyacinthe
- Saint-Jean-sur-Richelieu
- Saint-Jérôme
- Shawinigan
- Sherbrooke
- Sorel-Tracy

## T
- Terrebonne
- Thetford Mines
- Trois-Rivières

## U
- Upton

## V
- Varennes
- Verdun
- Victoriaville
- Vieux-Fort

## W
- Westmount